# Stenellipsis rufomarmorata
Stenellipsis rufomarmorata là một loài bọ cánh cứng trong họ Cerambycidae.